# Macintosh 512K
A Macintosh 512K asztali számítógépet az Apple gyártotta és forgalmazta 1984. szeptember 10. és 1986. április 14. között 19 hónapon keresztül. A Macintosh 512K a Compact Macintosh számítógép-családba tartozott.

## Története
Az 1984 szeptemberében bemutatott Macintosh 512K egy Macintosh 128K volt, 384 KB több RAM-mal. 3195 dollárért kelt el az Egyesült Államokban, és 1986 áprilisában az 512Ke váltotta fel.

## Technikai leírás
A tört fehér színű gép súlya 7,5 kg, magassága 345 mm, szélessége 244 mm és mélysége 277 mm volt. Az 512K számítógépet egymagos 8 MHz-es Motorola 68000 processzor vezérelte, a rendszerbusz 8 MHz-en működött. Külső adattárolási lehetőséget a 400kB-os hajlékonylemez meghajtó (floppy-drive) kínált. A gépet System 1.1 operációs rendszerrel szállította az Apple. A gép bemutatásakor az alapkiépítésben 512kB memóriát tartalmazott, maximálisan 512kB kezelésére volt képes a gyári specifikáció szerint. A számítógépnek 9 inches-es, 72 ppi-s, 512x342 képpont felbontásra képes kijelzője volt.  Csatlakozók: két soros port, egy DB-19 a hajlékonylemez meghajtónak, egy beépített hangszóró. A számítógép nem volt bővíthető.

## A számítógép adatai
A táblázat nem tartalmazza az összes műszaki paramétert. Az egyes modelleknél a bemutatáskor érvényes adatokat soroljuk fel, a későbbi frissítéseket nem. Az eszköz technikai paraméterei a MacTracker alkalmazásból származnak.
| Gép nevebemutatva kivezetve       | Méretmagasság szélesség mélység súlySzín | Processzorprocesszor órajel, mag L1 és L2 cache társprocesszor | Háttértármerevlemezkülső adathordozó | Eredeti operációs rendszer | Memóriaalap max. @sebességhely | Kijelzőmérete felbontása       | Grafikakártyamemória kimenet | CsatlakozókEthernet, ADB, soros, SCSI, párhuzamos, FDD, kijelző, hang be/ki, belső mikrofon, hangszóró | Bővíthetőségkártyahelybelső öbölkülső csatlakozó |
| --------------------------------- | ---------------------------------------- | -------------------------------------------------------------- | ------------------------------------ | -------------------------- | ------------------------------ | ------------------------------ | ---------------------------- | --- | ------------------------------------------------ |
| 512K1984 szept. 10. 1986 ápr. 14. | 345 mm 244 mm 277 mm 7,5 kg tört fehér   | Motorola 68000 @8 MHz és 1 mag                                 | 400k floppy                          | System 1.1                 | 512kB max: 512kB               | 9 inch, 72 ppi 512x342 képpont |                              | * 2 RS–422 * 1 DE–9 * 1 DB–19 külső FDD                                                                |                                                  |

## Compact Macintosh számítógépek az időben
| A Compact Macintosh számítógépek az idővonalon |
| --- |
| A színek kezdete a bemutató időpontja, a forgalmazás több esetben is hónapokkal később kezdődött. Megeshet, hogy egy csík végét kitakarja egy másik csík eleje. Előfordul, hogy a gyártás befejezését követően még egy ideig forgalomban marad a gép adott verziója. A hardver szempontjából az Apple számítógépekhez tartozó Macintosh XL-t a gép nevében szereplő "Macintosh" szó miatt tüntettük fel. |